# Tre valser

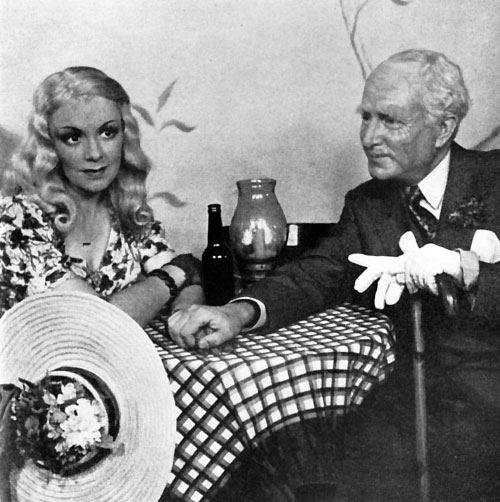
Isa Quensel som Franzi och Georg Funkquist som Johann Brunner i tredje akten.

Tre valser (tyska: Drei Walzer) är en österrikisk sångspelsbetonad operett i tre delar (tolv bilder) med musik av Oscar Straus. Till den första delen har komponisten använt musik av Johann Strauss d.ä. och till den andra delen musik av Johann Strauss d.y. Libretto av Paul Knepler och Armin Robinson. Operetten hade urpremiär i Zürich den 5 oktober 1935 och sattes därefter upp i Wien.

## Historia
Kneplers och Robinsons libretto täckte in tre generationer (1865, 1900, 1935) och till var och en av de tre akterna använde Oscar Straus musik av respektive Johann Strauss den äldre, Johann Strauss den yngre och sig själv (vilket var en aning anakronistiskt då de två första kompositörerna redan var döda när deras "akter" utspelades). Tre valser skrevs i Wien och hade premiär i Zürich där den togs väl emot. Men det var uppsättningen i Paris med titeln Les Trois Valses som skulle komma att göra operetten världsrykte med Yvonne Printemps och hennes man Pierre Fresnay i huvudrollerna. Fresnay var egentligen talskådespelare och reciterade sina sångtexter. Alla tre akter hade åtminstone en storslagen vals: i akt I "Wien ist ein Liebeslied" ("C'est la saison d'amour" på franska), i akt II "Ich liebe das Leben" ("Je t'aime" på franska) och i akt III "Man sagt sich beim Abschied adieu" ("C'est le destin, peut-être" på franska). 
Det fanns en ambition hos Oscar Straus att försöka fånga det förgångnas glans i Straussarnas melodier och i finalen till andra akten förekom en liknande aktsfinal som i en fiktiv wieneroperett. Den franska översättningen av Léopold Marchand och Albert Willemetz gjorde två viktiga förändringar för att tillgodose paret Printemps-Fresnays smak: den manlige huvudrollen ändrades från tenor till talroll och handlingen flyttades till Paris, vilket gjorde att de tre akternas handling sammanföll med tre berömda världsutställningar i den franska huvudstaden (1867, 1900 och 1937). Pichlers namn ändrades till Grandpré och grevens till de Chalencay.
Den svenska premiären ägde rum på Stora Teatern, Göteborg 1942 med Isa Quensel i huvudrollen och hon spelade samma roll i uppsättningen på Oscarsteatern i Stockholm 1943 mot Gösta Kjellertz. Hon medverkade även på Malmö stadsteater 1950. I en ny uppsättning på Oscars 1962 spelade Ulla Sallert mot Per Grundén. Då hade sista aktens inspelning förlagts till en TV-studio.

## Personer
| Akt 1. 1865 - Fanny Lanner - Rudolf Schwartzenegg - Johann Brunner - Katarina Schwartzenegg - Fem äldre manliga medlemmar av familjen Schwartzenegg - Josef Brunner - Balettmästaren - Inspicienten - Balettflickor - Fru Zörngruber | Akt 2. 1900 - Charlotte Lanner - Otto Schwarzenegg - Johann Brunner - Alexander Jennings - Baron Liebinger med fru - Steffi Castelli - Teaterdirektören - Författaren - Journalisten - Teaterfolk och scenpersonal - Franz, hovmästare | Akt 3. 1935-37 - Franzi Jennings-Lanner - Ferdinand Schwartzenegg - Johann Brunner - Filmdirektör Lindheim - Regissören - Reklamchefen - Kapellmästaren - Sekreteraren - Waldner - Kypare och cafégäster - Kör och balett |

## Handling
Operettens tre akter är uppdelade i 12 tablåer. Handlingen utspelas i Wien under tre olika epoker. 
Akt I Wien 1865
I första akten är temat mannen av börd och kvinnan av folket. Greve Rudolf Schwarzenegg älskar den vackra balettdansösen Fanny Pichler. Grevens familj motsätter sig helt en förmälning mellan de två. Ett giftermål skulle tvinga honom att ge upp sin militära karriär och det blir Fanny som uppoffrar sig och frivilligt försvinner ut hans liv för att i stället göra karriär som ballerina utomlands.
Akt II Wien 1900
I andra akten möter Fannys dotter Charlotte, som blivit firad operettprimadonna, greve Rudolfs son Otto. En ny, romantisk förälskelse - men inte heller den här gången blir det något äktenskap mellan en Schwarzenegg och en Pichler. Ottos före detta älskarinna berättar för Charlotte om hur hjärtlös och ombytlig han är. Denna svartmålning leder till en brytning och Charlotte väljer i stället en ung kollega som uppvaktar henne.
Akt III Wien 1935
Tredje akten av Tre valser utspelas 1935. I denna akt befinner man sig i en filmateljé. Ett filmbolag i Wien håller på att göra en romantisk film om Fanny Pichlers och greve Rudolf Schwarzeneggs kärlekshistoria. Manusförfattare är den nu 80-årige impressarion Johann Brunner, som varit med och lanserat tre generationer Pichler på scenen. Fanny som dansös, Charlotte som operettsångerska och nu Franzi som filmskådespelerska. Det är nämligen hon som gör rollen som Fanny, hennes egen mormor. Genom en tillfällighet blir hennes motspelare ingen annan än greve Ferdinand Schwarzenegg, Rudolfs sonson som kommit till filmateljén för att godkänna filmmanuskriptet. Och tredje gången gillt: det slutar lyckligt mellan tredje generationens ungdomar.